# Jean-Baptiste Massillon
Jean Baptiste Massillon (Hyères en Provence, 24 de junio de 1663-Beauregard-l'Évêque, 28 de septiembre de 1742) fue un obispo y predicador francés.

## Biografía
Hijo de un notario real de Hyères, François Massillon, empezó su educación oriental en la escuela de la localidad y la finalizó en el Colegio de Marsella. Al cumplir dieciocho años, se unió a la Orden del Oratorio para luego ser enviado como profesor a los colegios de la orden en Pèzenas, Marsella, Montbrison y en 1689 llegó al Seminario de Vienne, donde enseñó filosofía y teología durante seis años.
Su ordenación como sacerdote tuvo lugar en 1691, y comenzó como predicador en la capilla del Oratorio en Vienne y en sus proximidades. A la muerte de Camille de Neufville de Villeroy, arzobispo de Lyon, en 1693, fue comisionado para adelantar las honras fúnebres, las cuales se sumaron luego a las de Henri de Villars, arzobispo de Vienne. Ambas oraciones fúnebres lo lanzaron a la fama.[cita requerida]
Al finalizar su paso por Vienne en 1695, se unió al Oratorio de Lyon, donde fue notificado por el cardenal Louis-Antoine de Noailles, arzobispo de París, para que dejara su lugar de retiro en la Capilla Cisteriana de Sept-Fonds y se estableciera en París, donde en 1696 asumió como director del Seminario de Saint-Magloire. Fue allí en el seminario donde empezó a dedicarse de lleno a la predicación y a ganar gran reputación.[cita requerida]
Sirviendo como predicador de Adviento en la corte de Versalles (desde 1699), dirigió las oraciones fúnebres para la muerte de Luis XIV. En la ocasión, sobre la tumba del monarca expresó una de sus citas más célebres: «Mis hermanos, sólo Dios es Grande».[cita requerida]
Sus sermones más recordados, bajo el título de Le Petit Carême (La pequeña Cuaresma), fueron predicados ante el joven rey Luis XV en 1718. Luego vino su consagración, en 1719, cuando finalmente se convirtió en obispo de Clermont.
El escultor Jacques Auguste Fauginet esculpió su retrato para la fuente de los Inocentes de la plaza San Sulpicio de París.